# Isoperla katmaiensis
Isoperla katmaiensis är en bäcksländeart som beskrevs av Szczytko och Stewart 1979. Isoperla katmaiensis ingår i släktet Isoperla och familjen rovbäcksländor. Inga underarter finns listade i Catalogue of Life.